# Omolon
De Omolon (Russisch: Омолон) is een 1150 kilometer lange rivier en is de belangrijkste zijrivier van de Kolyma. De rivier stroomt voor het grootste deel door de oblast Magadan.
De Omolon ontspringt in het goudrijke Kolymagebergte niet zo ver van de hoofdkam. Vanaf daar stroomt de Omolon in noordelijke richting door het naar het noordwesten afhellende hooggebergte, waar het water van de Oloj (de belangrijkste zijrivier) uitmondt. De rivier stroomt vervolgens in westelijke richting langs het Joekagierenplateau en verder in noordelijke richting door het Oost-Siberisch Laagland tot ze uitmondt ten westen van de Kolyma-delta.
- Virtual International Authority File: 315128721